# Frank Leboeuf
Frank Alain James Lebœuf (Marsella, 22 de enero de 1968), futbolista  francés. Jugó de defensa y su último equipo fue el Al-Wakrah de la Liga de Catar.

## Biografía
Lebouef empezó en 1986 en las categorías inferiores del Stade Laval, haciendo su debut con dicho club en 1988. En 1991 fichó por el RC Estrasburgo, permaneciendo 5 años en el club francés, hasta que en 1996 se trasladó a la Premier League fichando por el Chelsea FC.
Lebouef permaneció 5 temporadas con el club de Londres, donde ganó una FA Cup, una Copa de la Liga de Inglaterra y la Recopa de Europa. En 2001 regresó a Francia para jugar en el Olympique de Marsella, donde estuvo dos temporadas. En 2003 se marchó a jugar a Catar en sus últimos años de profesional, retirándose finalmente en 2005.

## Selección nacional
Ha sido internacional con la Selección de fútbol de Francia, jugó 50 partidos internacionales y anotó 5 goles. Perteneció al conjunto que ganó el primer mundial de fútbol para los franceses en 1998, cita deportiva celebrada precisamente en suelo galo. Volvió para el mundial de Korea y Japón 2002 sin embargo la suerte no fue la misma, al contrario, Francia tuvo la peor campaña de un campeón defensor en toda la historia de los mundiales al obtener un solo punto y no marcar gol alguno. Además con Francia disputó las Eurocopas de 1996 y 2000, llegando a semifinales en la primera participación finalizando en el cuarto lugar, mientras que en la segunda obtuvo el título ante Italia. También ganó la Copa FIFA Confederaciones 2001 realizada en suelo oriental, venciendo al coanfitrión Japón. 

### Participaciones en Copas del Mundo
| Mundial                        | Sede                  | Resultado    |
| ------------------------------ | --------------------- | ------------ |
| Copa Mundial de Fútbol de 1998 | Francia               | Campeón      |
| Copa Mundial de Fútbol de 2002 | Corea del Sur y Japón | Primera fase |

### Participaciones en Copa FIFA Confederaciones
| Copa                           | Sede                  | Resultado |
| ------------------------------ | --------------------- | --------- |
| Copa FIFA Confederaciones 2001 | Corea del Sur y Japón | Campeón   |

### Participaciones en Eurocopas
| Euro          | Sede                   | Resultado   |
| ------------- | ---------------------- | ----------- |
| Eurocopa 1996 | Inglaterra             | Semifinales |
| Eurocopa 2000 | Bélgica y Países Bajos | Campeón     |

## Clubes
| Club                  | País       | Año         | Partidos | Goles |
| Stade Laval           | Francia    | 1988 - 1991 | 69       | 11    |
| RC Strasburgo         | Francia    | 1991 - 1996 | 189      | 48    |
| Chelsea FC            | Inglaterra | 1996 - 2001 | 144      | 17    |
| Olympique de Marsella | Francia    | 2001 - 2003 | 51       | 5     |
| Al-Saad               | Catar      | 2003 - 2004 | 17       | 6     |
| Al-Wakrah SC          | Catar      | 2004 - 2005 | 10       | 2     |

## Palmarés

### Campeonatos nacionales
| Título                  | Club       | País       | Año  |
| ----------------------- | ---------- | ---------- | ---- |
| Copa FA                 | Chelsea FC | Inglaterra | 1997 |
| Copa de la Liga Inglesa | Chelsea FC | Inglaterra | 1998 |
| Copa FA                 | Chelsea FC | Inglaterra | 2000 |
| Community Shield        | Chelsea FC | Inglaterra | 2000 |
| Liga de Catar           | Al-Saad    | Catar      | 2004 |

### Copas internacionales
| Título                    | Club       | País                   | Año  |
| ------------------------- | ---------- | ---------------------- | ---- |
| Copa Mundial de Fútbol    | Francia    | Francia                | 1998 |
| Recopa de Europa          | Chelsea FC | Inglaterra             | 1998 |
| Supercopa de Europa       | Chelsea FC | Inglaterra             | 1998 |
| Eurocopa                  | Francia    | Bélgica y Países Bajos | 2000 |
| Copa FIFA Confederaciones | Francia    | Japón y Corea del Sur  | 2001 |

- Datos: Q290769
- Multimedia: Frank Leboeuf / Q290769